# Sklené u Žďáru nad Sázavou
Sklené (deutsch Sklene, auch Sklenny, Glaserdorf) ist eine Gemeinde in Tschechien. Sie liegt sieben Kilometer nordöstlich von Žďár nad Sázavou und gehört zum Okres Žďár nad Sázavou.

## Geographie
Sklené befindet sich im Süden der Saarer Berge am nördlichen Fuße der Skalice (781 m). Westlich des mährischen Dorfes verläuft die historische Landesgrenze zu Böhmen. Nordwestlich erhebt sich der Český kopeček (764 m), im Norden die Brožova skalka (786 m) und im Südosten der Sklenský vrch (779 m). Durch Sklené führt die europäische Hauptwasserscheide zwischen Elbe und Donau. Nördlich des Dorfes entspringen der Sklenský potok und Lamperský potok sowie südlich der Staviště, die allesamt der Sázava zufließen. Östlich liegt das Quellgebiet der Medlovka, die in die Fryšávka mündet.
Nachbarorte sind Kocanda, Brušovec und Herálec im Norden, Fryšava pod Žákovou horou im Nordosten, Tři Studně im Osten, U Fousků und Vlachovice im Südosten, Jiříkovice und Lhotka im Süden, Počítky und Výpustek im Südwesten, Čvrtě, Stržanov und Polnička im Westen sowie Světnov und Cikháj im Nordwesten.

## Geschichte
Die erste schriftliche Erwähnung von Sklené erfolgte im Jahre 1407. Der Name des Dorfes leitet sich von einer hier befindlichen Glashütte ab. Außerdem wurde in der Umgebung Eisenerz abgebaut, das im Hochofen von Polnička ausgeschmolzen wurde.
Nach der Aufhebung der Patrimonialherrschaften bildete Sklenné ab 1850 eine Gemeinde im politischen Bezirk Neustadtl. Zum Ende des 19. Jahrhunderts wurde auch der Ortsname Sklenný verwendet, seit 1921 heißt die Gemeinde Sklené. 1949 wurde Sklené dem Okres Žďár nad Sázavou zugeordnet. Sklené ist heute ein Erholungs- und Wintersportort. In Sklené lebten der Maler Václav Jícha (1884–1950) und der Schriftsteller Vladimír Šacha (1903–1986).

## Gemeindegliederung
Für die Gemeinde Sklené sind keine Ortsteile ausgewiesen.

## Sehenswürdigkeiten
- Kapelle, errichtet 1891
- Glockenturm, erbaut 1892
- Steinernes Kreuz an der Kapelle, geschaffen  1832
- Steinernes Kreuz, an der Straße nach Tři Studně
- Naturschutzgebiet Sklenské louky, westlich des Dorfes
- Naturschutzgebiet Olšina u Skleného, nordöstlich des Ortes
- Naturdenkmal Brožova skála